# Classica di Amburgo 2025
La Classica di Amburgo 2025 (ufficialmente BEMER Cyclassics per motivi di sponsorizzazione), ventottesima edizione della corsa e valida come ventinovesima prova dell'UCI World Tour 2025 categoria 1.UWT, si svolse il 17 agosto su un percorso di 207,4 km, con partenza da Buxtehude e arrivo ad Amburgo, in Germania. La vittoria fu appannaggio dell'irlandese Rory Townsend, il quale completò il percorso in 4h24'06", alla media di 47,119 km/h, precedendo il belga Arnaud De Lie e il francese Paul Magnier.
Sul traguardo di Amburgo 127 ciclisti, dei 160 partiti da Buxtehude, portarono a termine la competizione.

## Squadre e corridori partecipanti
| N.      | Cod. | Squadra                 |
| ------- | ---- | ----------------------- |
| 1-7     | TVL  | Team Visma-Lease a Bike |
| 11-17   | LTK  | Lidl-Trek               |
| 21-27   | IWA  | Intermarché-Wanty       |
| 31-37   | RBH  | Red Bull-Bora-Hansgrohe |
| 41-47   | UXM  | Uno-X Mobility          |
| 51-57   | ADC  | Alpecin-Deceuninck      |
| 61-67   | TUD  | Tudor Pro Cycling Team  |
| 71-77   | COF  | Cofidis                 |
| 81-87   | TPP  | Team Picnic PostNL      |
| 91-97   | ARK  | Arkéa-B&B Hotels        |
| 101-107 | SOQ  | Soudal Quick-Step       |
| 111-117 | IPT  | Israel-Premier Tech     |

| N.      | Cod. | Squadra                         |
| ------- | ---- | ------------------------------- |
| 121-127 | TBV  | Bahrain Victorious              |
| 131-137 | EFE  | EF Education-EasyPost           |
| 141-147 | IGD  | Ineos Grenadiers                |
| 151-157 | DAT  | Decathlon AG2R La Mondiale Team |
| 161-167 | LOT  | Lotto                           |
| 171-177 | XAT  | XDS Astana Team                 |
| 181-186 | GFC  | Groupama-FDJ                    |
| 191-197 | UAD  | UAE Team Emirates XRG           |
| 201-207 | JAY  | Team Jayco AlUla                |
| 211-217 | MOV  | Movistar Team                   |
| 221-227 | Q36  | Q36.5 Pro Cycling Team          |

## Ordine d'arrivo (Top 10)
| Pos. | Corridore        | Squadra     | Tempo    |
| ---- | ---------------- | ----------- | -------- |
| 1    | Rory Townsend    | Q36.5       | 4h24'06" |
| 2    | Arnaud De Lie    | Lotto       | s.t.     |
| 3    | Paul Magnier     | Soudal      | s.t.     |
| 4    | Jasper Philipsen | Alpecin     | s.t.     |
| 5    | Danny van Poppel | Red Bull    | s.t.     |
| 6    | Fred Wright      | Cofidis     | s.t.     |
| 7    | António Morgado  | UAE         | s.t.     |
| 8    | Biniam Girmay    | Intermarché | s.t.     |
| 9    | Matis Louvel     | Israel      | s.t.     |
| 10   | Wout Van Aert    | Visma       | s.t.     |